# Línea de Eventos Especiales (Tranvía de San Diego)
La Línea de Eventos Especiales (en inglés: Special Event Line) era una línea de tren ligero del Tranvía de San Diego localmente conocido como Trolley, consistía en 15 estaciones. La línea iniciaba en la terminal Estadio Qualcomm en Mission Valley, mientras que su otra terminal era 12th & Imperial Transit Center. La línea fue inaugurada el 10 de julio de 2005 en el Centro de San Diego cerca del Petco Park.

## Ruta actual
La línea operaba solamente entre el Estadio Qualcomm hasta el Gaslamp Quarter en el Centro de San Diego durante los eventos deportivos en el PETCO Park y el Estadio Qualcomm, al igual que otros eventos importantes en la ciudad. Estos trenes operan con una frecuencia de alrededor de 7 1/2 a 15 minutos aparte de los trenes que operan con servicio regular, pero a veces depende del evento.
La línea era una de las dos líneas complementarias de las cinco que existían en el sistema, las otras de servicio regular son la Azul, Naranja y Verde y la línea sumplementaria Plata.

## Estaciones
| Línea de Eventos Especiales (Petco Park–Estadio Qualcomm) |                                      |         |      |                 |      |                                                                                   |
| Estación                                                  | Conexiones                           | Autobús | Tren | Estacionamiento | Info | Notas                                                                             |
| Estadio Qualcomm                                          | Línea Verde                          |         |      |                 |      | Sirve al Estadio Qualcomm. Estación de transferencia a la Línea Verde.            |
| Fenton Parkway                                            | Línea Verde                          |         |      |                 |      |                                                                                   |
| Río Vista                                                 | Línea Verde                          |         |      |                 |      |                                                                                   |
| Mission Valley Center                                     | Línea Verde                          |         |      |                 |      | Sirve al Westfield Mission Valley.                                                |
| Hazard Center                                             | Línea Verde                          |         |      |                 |      |                                                                                   |
| Fashion Valley Transit Center                             | Línea Verde                          |         |      |                 |      | Sirve al Fashion Valley Mall.                                                     |
| Morena/Linda Vista                                        | Línea Verde                          |         |      |                 |      | Sirve a la Universidad de San Diego.                                              |
| Old Town Transit Center                                   | línea Azul Línea Verde               |         |      |                 |      | Sirve al Old Town Historic Park.                                                  |
| Calle Washington                                          | línea Azul                           |         |      |                 |      |                                                                                   |
| Middletown                                                | línea Azul                           |         |      |                 |      |                                                                                   |
| County Center/Little Italy                                | línea Azul                           |         |      |                 |      |                                                                                   |
| Santa Fe Depot                                            | línea Azul                           |         |      |                 |      | Estación de transferencia a la línea Azul.                                        |
| Seaport Village                                           | línea Naranja línea Plata            |         |      |                 |      | Sirve al Seaport Village. Estación de transferencia a las líneas Naranja y Plata. |
| Centro de Convenciones                                    | línea Naranja línea Plata            |         |      |                 |      | Sirve al Convention Center.                                                       |
| Gaslamp Quarter                                           | línea Naranja línea Plata            |         |      |                 |      | Sirve al Gaslamp Quarter, Petco Park, Centro de Convenciones.                     |
| 12th & Imperial Transit Center (Bayside Terminal)         | línea Azul línea Naranja línea Plata |         |      |                 |      | Sirve al Petco Park. Estación de transferencia a las líneas Azul y Naranja.       |